# Encephalitozoon cuniculi
Encephalitozoon cuniculi es un hongo microsporidio patógeno de mamíferos con distribución mundial. Una causa importante de enfermedad neurológica y renal en conejos, también puede causar enfermedad en personas inmunodeprimidas.

## Genoma
El genoma consta de aproximadamente 2,9 megabases (Mbs) en 11 cromosomas, con un total de 1.997 genes codificadores de proteínas potenciales.  La compactación del genoma se refleja en la reducción de los espaciadores intergénicos y en la brevedad de la mayoría de las proteínas putativas en relación con sus ortólogos eucariotas. En el momento de la publicación (2001), solo el 44% de las proteínas tenían asignada una función. el proteoma de referencia más reciente en Uniprot (2021) enumera 2041 proteínas con ~620 proteínas anotadas como "no caracterizadas", unas 200 sin anotación y otras aproximadamente 150 que se anotan como que tienen algún "dominio" (incluidos los dominios de función desconocida) y numerosas proteínas de función "probable" y "supuesta" más docenas con "similitud" a proteínas caracterizadas. Por lo tanto, incluso 20 años después de la publicación de la secuencia del genoma, alrededor del 50 % del proteoma de Encephalitozoon cuniculi sigue sin caracterizarse o no se comprende bien.
La fuerte dependencia del huésped se ilustra por la falta de genes para algunas rutas biosintéticas y para el ciclo del ácido tricarboxílico. El análisis filogenético otorga crédito sustancial a la afiliación fúngica de los microsporidios. Debido a que el genoma de Encephalitozoon cuniculi contiene genes relacionados con algunas funciones mitocondriales (por ejemplo, el ensamblaje de grupos Fe-S), es posible que los microsporidios hayan retenido un orgánulo derivado de las mitocondrias.

## Ciclo de vida y patogenia
La forma infecciosa es una espora resistente que puede sobrevivir durante mucho tiempo en el medio ambiente. La espora extruye su túbulo polar e infecta la célula huésped. La espora inyecta el esporoplasma infeccioso en la célula huésped eucariota a través de un tubo polar. Dentro de la célula, el esporoplasma sufre una extensa multiplicación. Esta multiplicación ocurre por merogonía (fisión binaria) o esquizogonía (fisión múltiple). Los microsporidios se desarrollan por esporogonia a esporas maduras en el citoplasma o dentro de la vacuola parasitófora. Durante la esporogonia, se forma una pared gruesa alrededor de la espora. La gruesa pared formada proporciona resistencia a las condiciones ambientales adversas. Una vez que las esporas aumentan en número y llenan por completo el citoplasma de la célula huésped, la membrana celular se rompe y libera las esporas al entorno. Estas esporas maduras libres pueden infectar nuevas células continuando así el ciclo.

## Epidemiología
Identificadas por primera vez en conejos, las infecciones por Encephalitozoon cuniculi se han informado en todo el mundo en más de 20 especies de mamíferos, incluidos los humanos. La prevalencia en conejos domésticos es alta, con 23-75% que tienen anticuerpos contra la enfermedad. Los estudios de perros sanos han encontrado una prevalencia de 0-38%. Los gatos parecen ser relativamente resistentes al organismo, aunque se han descrito infecciones experimentales en gatos con el virus de la leucemia felina, también infecta a los roedores, y se ha detectado en las heces del 13% de las aves de compañía. Un pequeño porcentaje de personas sanas tienen anticuerpos contra el organismo, lo que indica una exposición previa. Las tasas de seroprevalencia son más altas en personas inmunocomprometidas y en aquellas que viven o han visitado países tropicales. La mayoría de las infecciones no resultan en enfermedad clínica. Las esporas de Encephalitozoon cuniculi generalmente se eliminan en la orina, pero también se pueden encontrar en las heces y secreciones respiratorias de animales infectados. Las esporas se pueden detectar en la orina entre 38 y 63 días después de la infección, con excreción intermitente a partir de entonces. La ingestión de esporas es la principal vía de transmisión, aunque también puede ocurrir la inhalación de esporas. Se han documentado infecciones transplacentarias e intrauterinas en conejos.

## Infecciones en conejos

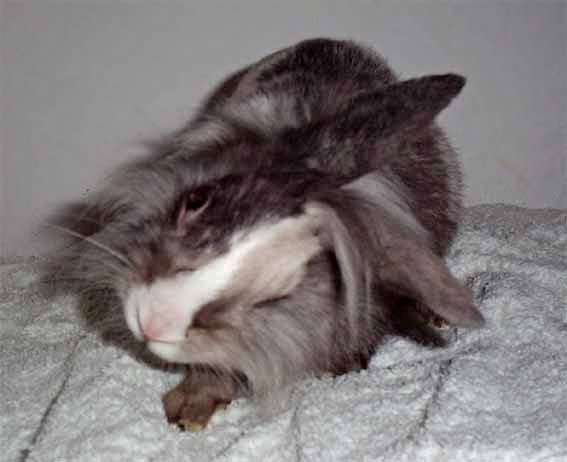
Un conejo infectado por Encephalitozoon cuniculi.

### Presentación clínica
Hasta el 80% de los conejos en los Estados Unidos y Europa son serológicamente positivos por Encephalitozoon cuniculi, lo que indica que han estado expuestos al organismo. La mayoría de estos animales permanecerán asintomáticos y nunca mostrarán signos de enfermedad. Solo una pequeña minoría de conejos infectados desarrollan la enfermedad encefalitozoonosis. Los signos clínicos más comunes asociados con esta enfermedad involucran el sistema nervioso central, los ojos y los riñones. La mayoría de los conejos con signos neurológicos muestran únicamente disfunción vestibular. Los síntomas a menudo aparecen repentinamente e incluyen inclinación de la cabeza, ataxia, nistagmo y movimientos circulares. La mayoría de estos animales todavía son conscientes de su entorno y comen a pesar de su pérdida de equilibrio. Los conejos más afectados, como los que ya no pueden mantenerse en pie, tienen peor pronóstico. Las infecciones por Encephalitozoon cuniculi en el ojo provocan la formación de cataratas, masas intraoculares blancas y uveítis. Los síntomas generalmente ocurren en conejos jóvenes y, por lo general, solo se ve afectado un ojo. Los conejos con lesiones oculares relacionadas con la encefalitozoonosis suelen estar sanos y toleran bien la pérdida de la visión. Tiene predilección por los riñones y puede causar insuficiencia renal crónica o aguda. Los síntomas de insuficiencia renal incluyen aumento del consumo de agua, aumento de la producción de orina, pérdida de apetito, pérdida de peso, letargo y deshidratación. Los casos más leves no causan síntomas y los signos de infección pueden ser un hallazgo incidental en la necropsia.

### Diagnóstico
Actualmente es difícil diagnosticar definitivamente las infecciones en conejos vivos. A menudo se realiza un diagnóstico presuntivo basado en signos clínicos consistentes y niveles altos de anticuerpos. Las pruebas de serología que buscan anticuerpos IgG se realizan comúnmente y se pueden usar para descartar la enfermedad si son negativas. Sin embargo, un título de IgG positivo no puede diferenciar una infección activa de una infección previa o un estado de portador asintomático. También se encuentran disponibles pruebas para anticuerpos IgM, pero nuevamente los resultados positivos no pueden distinguir entre infecciones activas y latentes. La reacción en cadena de la polimerasa (PCR) se ha establecido durante mucho tiempo como la técnica estándar para la detección de microsporidios en humanos, y se están realizando intentos para aplicarla en conejos. Los estudios han encontrado que la PCR del material licuado del cristalino es un medio confiable para diagnosticar la uveítis por Encephalitozoon cuniculi en conejos, pero las pruebas de PCR de orina y líquido cefalorraquídeo de conejo no son confiables.

### Tratamiento
Algunos estudios han demostrado que el albendazol, un fármaco de bencimidazol puede prevenir y tratar las infecciones adquiridas de forma natural e inducidas experimentalmente. Lamentablemente, la eliminación de las esporas del sistema nervioso central no siempre da como resultado la resolución de los signos clínicos. Se han notificado reacciones adversas a los fármacos bencimidazol, incluida la lesión del intestino delgado y la médula ósea en conejos. Los médicos deben cumplir estrictamente con las dosis recomendadas y los intervalos de tratamiento, y considerar el control de hemogramas completos durante el tratamiento.

## Infecciones en humanos
Encephalitozoon cuniculi es un patógeno oportunista importante en las personas, en particular en aquellas inmunocomprometidas por el VIH/SIDA, el trasplante de órganos o la deficiencia de linfocitos T CD4+. Como este hongo es más común en animales que en personas, es probable que se trate de una enfermedad zoonótica. Se han identificado tres cepas diferentes de Encephalitozoon cuniculi y se clasifican como I (conejo), II (ratón) y III (perro). La transmisión de persona a persona es posible mediante el trasplante de órganos sólidos de un donante infectado.